# Cyrtidiorchis stumpflei
Cyrtidiorchis stumpflei är en orkidéart som först beskrevs av Leslie Andrew Garay, och fick sitt nu gällande namn av Stephan Rauschert. Cyrtidiorchis stumpflei ingår i släktet Cyrtidiorchis, och familjen orkidéer. Inga underarter finns listade i Catalogue of Life.